# Final Fantasy Tactics: The War of the Lions
Final Fantasy Tactics: The War of the Lions (japonès: ファイナルファンタジータクティクス 獅子戦争 Fainaru Fantajī Takutikusu Shishi Sensō) és un videojoc de rol tàctic desenvolupat i publicat per Square Enix originàriament per a PlayStation Portable (PSP), el joc és una versió actualitzada de Final Fantasy Tactics (1997) per PlayStation.
The War of the Lions és el segon joc de la campanya promocional de videojocs "Ivalice Alliance" d'Square Enix localitzada al món de ficció d'Ivalice. El primer és Final Fantasy XII: Revenant Wings (la seqüela de Final Fantasy XII) i la tercera és Final Fantasy Tactics A2: Grimoire of the Rift (ambdós exclusius per a Nintendo DS). Durant els fets en els quals el joc, Ivalice posseeix una tecnologia en línia amb l'època medieval de la història de la humanitat, així com habilitats màgiques i sobrenaturals que típicament es troben en la majoria dels jocs de Final Fantasy. Els jugadors controlen a un mercenari anomenat Ramza que es troba immers en una guerra civil i d'un antic poder malèfic que ha començat a apoderar-se del món. Noble per naixement, es veu obligat a canviar la seva opinió sobre la plebs quan el seu millor amic, una persona sense llinatge, comença una revolució contra els poders governants d'Ivalice.
El joc va ser revisat durant el desenvolupament per aprofitar la potència i la pantalla de la PSP, s'hi van afegir noves escenes, la capacitat de multijugador i altres característiques. War of the Lions també inclou nous personatges d'altres títols de Final Fantasy, com ara Balthier de Final Fantasy XII o Luso Clemens de Final Fantasy Tactics A2: Grimoire of the Rift, a més de recuperar a Cloud Strife de Final Fantasy VII, que ja sortia al joc original. War of the Lions va rebre molt bones crítiques al llançament i ha estat adaptada per a mòbils i tablet.

## Contingut i jugabilitat
Final Fantasy Tactics: The War of the Lions és un joc de rol tàctic per torns. Ambientat al món de ficció d'Ivalice, el joc segueix la guerra entre el Regne d'Ivalice i el seu veí Ordalia, explicada com un document històric que narra les accions d'un extens elenc extret d'ambdós bàndols del conflicte. Tot i conservar la narrativa principal de Final Fantasy Tactics, War of the Lions també inclou referències a els altres jocs establerts a Ivalice, incloent-hi Balthier de Final Fantasy XII, i Luso Clemens de Final Fantasy Tactics A2: Grimoire of the Rift.
El combat de War of the Lions és comparable a jocs de taula com els escacs, amb cada peça corresponent a un membre de l'escamot de lluitadors d'en Ramza. Cada lluitador pot moure's per la graella d'acord amb la seva assignació de punts de moviment, així com atacar combatents enemics o usar habilitats més complexes. L'orografia de cada mapa dicta l'abast i la mobilitat dels guerrers. Els soldats d'en Ramza poden equipar'se un job (classe) en la tradició Final Fantasy, des d'espadatxins i arquers fins a especialistes en màgia, llancers o ballarins. El compliment d'accions durant una batalla concedeix experiència i punts al job de cada personatge, els quals es poden utilitzar per adquirir noves habilitats. Hi ha 22 jobs disponibles a The War of the Lions. Un cop un personatge ha après una habilitat pròpia d'un job, hi té accés permanent, tot i que només un grup d'habilitats principals està disponible a la vegada i aquestes depenen del job equipat. Moltes habilitats, com les relacionades amb el moviment o les defensives encara poden estar equipades si el personatge canvia de job. El joc també inclou permadeath (mort permanent): si un personatge és incapacitat per danys excessius i no es cura durant uns quants torns, restarà permanentment mort i no es podrà tornar a utilitzar en combat.
Fora de les batalles, els jugadors poden moure's en un mapa del món. No es tracta de moviment lliure com en altres jocs de Final Fantasy, en canvi, Ramza només pot anar de punt a punt al mapa. Creuar un lloc silvestre pot provocar una batalla aleatòria. A les ciutats, el jugador pot comprar equipament nou, reclutar soldats frescos i enviar membres de l'escamot a missions automatitzades per guanyar diners en efectiu i altres recompenses. Més endavant al joc, el jugador pot guanyar recompenses addicionals amb la caça de criatures durant les batalles.
Una altra addició al joc és un mode multijugador wireless, tant cooperatiu com competitiu. Al joc competitiu, els escamots oposats poden col·locar paranys al camp de batalla, restant ocults per a l'oponent. Per facilitar la identificació, els equips s'assignen colors. La batalla finalitza després d'una sèrie determinada de rondes, i l'equip amb més vida restant és el guanyador. El guanyador pot rebre un article generat aleatòriament a partir de cofres del tresor. El multijugador no està inclòs a la versió de iOS.

## Desenvolupament
Final Fantasy Tactics: The War of the Lions es anunciar per primer cop el 13 de desembre de 2006 a la revista Shūkan Shōnen Jump com a port de PlayStation Portable de Final Fantasy Tactics. La revista va anunciar l'addició de vídeos cel-shaded, i jobs addicionals, entre d'altres funcions noves. El títol original es va desenvolupar originalment per a la consola PlayStation el 1997. Takamasa Shiba, productor de la nova versió, va dir que Square Enix havia decidit "reimaginar el joc una dècada més tard". A causa de l'extensió del joc i la seva històriai jugabilitat, la versió de PlayStation "obligaria els jugadors a passar hores jugant-la". Shiba va citar això, així com la portabilitat del sistema, com els principals motius pels quals Square va optar per desenvolupar-lo per PlayStation Portable. Es va triar el subtítol de The War of the Lions, ja que descriu "el teló de fons de la història dels dos personatges principals, Ramza i Delita", a més d'il·lustrar el joc multijugador.
Seguint la tendència dels videojocs de Final Fantasy als sistemes PlayStation, The War of the Lions compta amb diverses escenes CGI. Aquests vídeos es representen amb cel-shading, una tècnica que dona la il·lusió de ser animació dibuixada a mà. Aquestes escenes van ser animades en col·laboració pels estudis japonesos d'animació Kamikaze Douga i Studio Anima. A causa de la mida de la pantalla de PlayStation Portable, el joc té una relació d'aspecte de 16: 9, a diferència de l'anterior de 4: 3. Els desenvolupadors van afegir seqüències amb arts visuals il·lustrades per Akihiko Yoshida i el joc es completa amb nous episodis i escenes que no estaven en el títol original. Els desenvolupadors volien que el joc s'adaptés tant als jugadors nous com als jugadors que ja havien jugat al títol original. També es van afegir escenes tallades per ajudar els jugadors a submergir-se en la cultura i la història d'Ivalice i "War of the Lions". El sistema de combat Zodiac va ser utilitzat al llançament de la versió internacional de Final Fantasy XII, ja que tots dos jocs es desenvolupaven al món d'Ivalice i que el director de combat de "War of the Lions" també va treballar al llançament internacional de Final Fantasy XII i li agradava el sistema de combat. Luso, de Final Fantasy Tactics A2: Grimoire of the Rift es va afegir per connectar el joc a la sèrie de jocs de l'Ivalice Alliance.
Es van escollir noves classes de personatge al principi del desenvolupament, amb un membre de l'equip assignat per a equilibrar els nous jobs dins del joc. Les noves classes són l'Onion Knight, originalment de Final Fantasy III, i el Dark Knight, que anteriorment només estava disponible per a un personatge, Gaffgarion. El Dark Knight de la nova versió té habilitats addicionals i, per tant, la classe Dark Knight original va passar a denominar-se "Fell Knight". La classe Fell Knight encara és única per a Gaffgarion.

### Altres plataformes
Una versió per a PlayStation Network va ser llançada el 9 de març de 2011 al Japó, i a Europa i Amèrica del Nord el 18 de juliol de 2011. La reconstrucció del joc per a una interfície tàctil i la no disposició dels botons superiors de la PlayStation Portable va portar molt temps. Algunes característiques d'iOS no eren compatibles, inclòs el Game Center, ja que el joc no és "inherentment competitiu".
The War of the Lions per a iOS va ser anunciat a l'E3 2010 i llançat el 2011, amb la versió per a iPhone llançada el 4 d'agost de 2011. Una versió per aiPad va ser llançada el 23 de febrer de 2012. Un port d'Android va ser llançat a través de l'Enix Market Square el 14 de febrer de 2013 al Japó, amb gràfics millorats, una major velocitat d'extracció i controls optimitzats per a una pantalla tàctil. Es va prometre una actualització per a iOS, on s'hi va incloure diversos servidors d'iCloud. La versió d'Android es va llançar globalment a Google Play el 4 de juny.

## Rebuda
The War of the Lions va liderar els rànquings de vendes japonesos i va vendre 100.000 còpies al primer mes d'estrena als Estats Units. El joc va ser el 53è joc més venut de 2007 al Japó, amb 301.796 còpies segons Famitsu. L'edició Ultimate Hits va vendre 19.488 còpies addicionals al Japó.
A dia 18 de desembre de 2007, The War of the Lions per PSP té una puntuació de 88/100 a Metacritic basat en 39 anàlisis, i un 88.3% en GameRankings basats en 47 anàlisis. En comparació, el Final Fantasy Tactics original va anotar 83/100 de 12 anàlisis a Metacritic. Els crítics en general es van mostrar satisfets perquè el joc s'hagués recuperat, ja que es considerava un joc de culte en la seva encarnació original, però les còpies s'havien tornat difícils de trobar. La jugabilitat tàctica de The War of the Lions va ser àmpliament elogiada com a profunda i atractiva, ja que les batalles podrien avançar en qualsevol direcció segons la composició de l'escamot i l'estratègia del jugador. El sistema de classes (Jobs), especialment la seva complexitat, personalització i capacitat d'influir en les batalles, va ser elogiat. GameTrailers va escriure: "Fins ara, l'estructura de classificació de jobs de Final Fantasy Tactics segueix sent un dels millors que ha vist el gènere, un sistema ric i flexible amb un sistema de combat complex". També es van elogiar els nous llocs jobs introduïts.
La nova traducció de The War of the Lions va ser molt comentada. Els crítics van considerar que, tot i que la seva narrativa era florida, fins i tot shakespeariana, era una millora sobre l'original, que s'havia descrit com confusa i complicada. La pròpia història també va ser aclamada per la seva profunditat i maduresa, encara que els crítics van destacar que el seu gran elenc de personatges era ocasionalment difícil de seguir. Les noves escenes de cel-shading van esdevenir molt populars i van ser descrites com "màgiques", "belles" i "excepcionals". Hi va haver alguns comentaris sobre que els personatges, textures i visuals ambientals en general no havien estat millorats, a excepció de les noves animacions per als encanteris. El so va ser elogiat, amb observacions sobre la música.
Els comentaris negatius sobre The War of the Lions es van centrar en la desacceleració del joc durant les batalles i la seva dificultat. Algunes accions de l'escamot frenen el joc i disminueixen la qualitat de l'àudio, fent-se més evident a l'hora de llançar encanteris o utilitzar habilitats especials que requereixen efectes d'il·luminació diferents. Malgrat el pas del disc a l'opció de jugar mitjançant la descàrrega de PlayStation Network, la desacceleració continua sent confirmada per la crítica de PlayStation LifeStyle. La dificultat va ser àmpliament considerada com a exasperant, i potser desalentadora per als nous jugadors. Rob Fahey d'Eurogamer va dir: "La corba de dificultat del joc és una cosa peculiar, per dir-ho caritativament... Certament, hem trobat algunes batalles que no eren absolutament senzilles, i un parell (especialment al principi) tan difícils que vam haver de tornar a equipar i combatre algunes batalles aleatòries abans de tornar-ho a intentar."